# Tipula (Nippotipula) abdominalis
Tipula (Nippotipula) abdominalis is een tweevleugelige uit de familie langpootmuggen (Tipulidae). De soort komt voor in het Nearctisch gebied.